# Litoria montana
Litoria montana är en groddjursart som först beskrevs av Peters och Giacomo Doria 1878.  Litoria montana ingår i släktet Litoria och familjen lövgrodor. IUCN kategoriserar arten globalt som otillräckligt studerad. Inga underarter finns listade i Catalogue of Life.